# MP 41/44
Die MP 41/44, auch Lmg.-Pistole Mod. 1941/44 genannt, war die erste in der Schweiz für die Schweizer Armee hergestellte Ordonnanz-Maschinenpistole. Die Funktion der MP 41/44 entspricht der des Lmg 25, deshalb der ursprüngliche Name Lmg.-Pistole. Die Gesamtproduktion bis Ende 1944 belief sich auf 9808 Stück. Geführt wurde die Waffe bis Ende der 1950er-Jahre.

## Geschichte
Bereits im Verlaufe des Aktivdienstes 1914–18 wurde in der Eidgenössischen Waffenfabrik (W + F) eine Maschinenpistole entwickelt. Es handelte sich um eine vollgeschäftete Waffe mit einem Kniegelenkverschluss System Luger. Diese MP 19 (Pistolengewehr) genannte Waffe war aufschiessend, im Kaliber 7,65 Parabellum, das 50 Schuss Kurvenmagazin wurde von rechts eingesetzt und der Verschluss öffnete sich auf der linken Seite. Länge 790 mm, Lauf 270 mm, Gewicht 4780 g (ohne Vorderstütze). Fabriziert 1919–1921, Stückzahl 92. Eine Variante nach dem Vorbild der italienischen Villar-Perosa M1915 Doppelmaschinenpistole wurde für die Flugzeugbewaffnung hergestellt. Gemäss dem Bericht des Generalstabes 1945 war das Gerät veraltet und ungeeignet als Kriegswaffe. 
Im Mai 1940 wurde die K.T.A. (Kriegstechnische Abteilung) ersucht, die in schweizerischen Waffenfabriken lagernden Maschinenpistolen im Kaliber 9 mm Parabellum aufzukaufen, zudem wurde die W + F sowie die SIG Neuhausen mit der Entwicklung einer Maschinenpistole im selben Kaliber beauftragt. Gewählt wurde das Modell der W + F.

## Funktion
Die MP 41/44 ist ein zuschiessender Rückstosslader mit kurz zurückgleitendem Lauf und Kniegelenkverschluss, die Funktion entspricht dem Verschluss des Leichten Maschinengewehrs 1925. Der Ladehebel ist rechts hinter dem Magazinschaft angebracht. Die Positionen des vorne auf dem Magazinschaft angebrachte Sicherungshebel sind F - Einzelfeuer, M - Seriefeuer und S - Gesichert. Auf der Position S ist der Verschluss und in geschlossener und offener Position blockiert. Die Munitionszufuhr erfolgt von rechts aus einem 40 Schuss fassenden zweireihigen Stangenmagazin. Die Hülsen werden nach links ausgeworfen. Das Klappvisier ist auf 100/200 m einstellbar. Der Laufmantel mit Bajonetthalter ist gelocht.  
Hersteller war die Eidgenössische Waffenfabrik, der Entwurf der Waffe stammte von Direktor der Waffenfabrik, Oberst Adolf Furrer. Die MP 41 war wegen der komplizierten Verschlusskonstruktion aufwendig herzustellen. Wegen auftretenden Fabrikationsproblemen konnten die ersten 100 Versuchsmodelle erst im April 1942 ausgeliefert werden. Truppenversuche zeigten weitere Probleme, die bei der Serienproduktion berichtigt werden konnten. Die Waffe galt als zielgenau, etwas schwer und aufgrund der geringen Fertigungstoleranzen als verschmutzungsanfällig. Auftretende Probleme im Truppeneinsatz führten zu weiteren Modifikationen an bestehenden und neu herzustellenden Waffen, weshalb die ursprünglich MP 41 genannte Waffe in MP 41/44 umbenannt wurde.

## Einsatz
Die MP 41 war zur Verstärkung der Feuerkraft von Infanterieeinheiten vorgesehen. In der Füsiliergruppe sollte sie für Sturmangriff und Nahkampf dienen. Ab Januar 1943 wurden pro Monat 60 bis 70 anstatt die geplanten 600 Stück produziert und an die Truppe abgegeben. Die Anzahl der ausgelieferten Waffen genügte nicht, zudem waren diese teuer, kompliziert zu zerlegen und verschmutzungsanfällig. Um den Bedarf an Maschinenpistolen im Zweiten Weltkrieg zu decken, stimmte das Eidgenössische Militärdepartement deshalb schon im November 1942 dem Antrag der Kriegstechnischen Abteilung zu, 5000 Suomi Maschinenpistolen in Finnland zu erwerben, bereits im Dezember 1942 wurden 100 Stück dieser kriegserprobten Waffe ausgeliefert. Im Februar 1943 wurde zudem ein Lizenzvertrag mit der finnischen Waffenfabrik abgeschlossen. Mit der Produktion wurde die Firma Hispano Suiza (Suisse) in Genf beauftragt.
Eine naheliegende Weiterverwendung der MP 41/44 war dann in Festungen und bei Sekundärtruppen, wo Verschmutzung und Wartung ein kleineres Problem darstellten. Eine unbekannte Zahl der produzierten MPs wurde Ende 1960 eingeschmolzen, weshalb sie heutzutage gesuchte Sammlerstücke sind.

## Versionen
Die Lmg.-Pistole Mod. 1941 ist die ursprünglich hergestellte Variante mit Bakelitschaft.
Die Lmg.-Pistole Mod. 1941/44 weist folgende Abänderungen auf: 
- Seitlicher Kniegelenk-Schutzdeckel nicht mehr abnehmbar. Verschweisst mit 3 Punkten
- Nocken zur Sicherung des Ladehebels, dazu musste auch der Ladehebel angepasst werden.
- Verstärkung der Auszieherachse.
- Vordergriff ohne Schnurumwicklung.
- Bakelitschaft durch Holzschaft ersetzt.